# 채 공후
채 공후(蔡共侯, ? ~ 기원전 760년)은 중국 춘추 시대의 인물로, 제9대 채후이다. 성은 희(姬), 휘는 흥(興)이다.
제8대 채후 채 희후의 아들로, 희후 48년(기원전 762년)에 아버지가 죽자 그 뒤를 이었다. 재위 2년 만에 죽어 아들 채 대후가 뒤를 이었다. 이 당시 주 왕실이 쇠약해져 동천한지 얼마 지나지 않아 남만이 중국을 침탈하였기에, 왕실의 보정을 맡은 진 문후의 지휘를 받아 함께 남만을 무찔렀다.